# Station Charleville-Mézières
Station Charleville-Mézières (Frans: Gare de Charleville-Mézières) is een spoorwegstation in de Noord-Franse stad Charleville-Mézières. Het station is gelegen aan lijn Charleville-Mézières - Hirson en Soissons - Givet.
| Serie      | Treinsoort | Route                                | Bijzonderheden |
| ---------- | ---------- | ------------------------------------ | -------------- |
| TER 838800 | TER (SNCF) | Charleville-Mézières – Revin – Givet |                |